# Lokko
"Lokko" (estilizada em letras maiúsculas) é uma canção da cantora brasileira Giulia Be, gravada para seu álbum de estreia Disco Voador. Foi lançada em 10 de junho de 2021, através da Warner Music Brasil, servindo como o primeiro single do álbum. A faixa recebeu um videoclipe, publicado conjuntamente com o single.

## Videoclipe e single
A revista Glamour, Giulia Be contou que "Lokko" marca uma nova era em sua carreira e que ela precisou se ressignificar nesta nova fase. O clipe oficial tem a participação do cantor e DJ Pedro Sampaio e dos influenciadores Fernanda Schneider, Mariana Machado, Thayna Santos, Dany Marinho, Lucca Piccon, Luccas Abreu, Lucas Jagger e Joao Guedelha.

## Faixas e formatos
A versão digital de "LOKKO" contém apenas uma faixa com duração de dois minutos e quarenta segundos.
- Download digital[4]

1. "Lokko" — 2:40

## Desempenho comercial

### Vendas e certificações
| Região                                                        | Certificação | Vendas  |
| ------------------------------------------------------------- | ------------ | ------- |
| Brasil (Pro-Música Brasil)                                    | 1× Ouro      | 40.000‡ |
| ‡vendas+valores de streaming baseados somente na certificação |              |         |

## Histórico de lançamento
| Região | Data de lançamento  | Formato(s)                 | Gravadora           | Ref. |
| ------ | ------------------- | -------------------------- | ------------------- | ---- |
| Mundo  | 11 de junho de 2021 | Download digital streaming | Warner Music Brasil |      |